# Witbank
Witbank è una città del Sudafrica, situata sull'Alto Veld di Mpumalanga, entro i confini della municipalità locale di Emalahleni. Il nome Witbank proviene dalle parole afrikaans per "creta bianca", essendo nato il centro in prossimità di uno sperone di bianca pietra arenaria sperone dove i guidatori di carri da trasporto solevano riposarsi. La città è situata in mezzo ad una zona di estrazione del carbone dove ci sono almeno 22 pozzi. In zona ci sono un certo numero di centrali elettriche (ad esempio il Duvha Power Station), oltre a una acciaieria (Highveld Steel and Vanadium Corporation). 
Witbank venne ufficialmente fondata nel 1890. I primi tentativi di sfruttare i giacimenti di carbone fallirono fino a quando la ferrovia di Pretoria non raggiunse la zona nel 1894. Essa venne proclamata città nel 1903 e divenne una municipalità nel 1914.